# تریپی ماکوندا
تریپی ماکوندا (انگلیسی: Tripy Makonda؛ زادهٔ ۲۴ ژانویهٔ ۱۹۹۰) بازیکن فوتبال اهل فرانسه است.
از باشگاه‌هایی که در آن بازی کرده‌است می‌توان به باشگاه فوتبال آکادمیکا، باشگاه فوتبال استاد برستوا ۲۹، و باشگاه فوتبال پاری سن ژرمن اشاره کرد.
وی همچنین در تیم‌های ملی فوتبال زیر ۱۹ سال فرانسه، زیر ۲۰ سال فرانسه، و زیر ۲۱ سال فرانسه بازی کرده‌است.